# Eurodryas laeta
Eurodryas laeta är en fjärilsart som beskrevs av Hugo Theodor Christoph 1893. Eurodryas laeta ingår i släktet Eurodryas och familjen praktfjärilar. Inga underarter finns listade i Catalogue of Life.